# Son (ball)
El son és un ball popular cubà d'origen rural, temps lent i compàs 2/4, proscrit, al començament, per immoral. Els seus orígens l'emparenten amb el punto guajiro, les velles guarachas, el changüí de Guantànamo i els trovadors de Santiago de Cuba.
El nom sembla que prové de la paraula castellana son, portada a Amèrica (segle xvi) pels espanyols amb el significat de "cant ballable". Les primeres referències com a dansa cantada daten del segle xviii. Amb els anys, l'estil evoluciona i s'allunya d'altres tipus de son (com el son huasteco de Mèxic o el son chapín de Guatemala).
Al final del segle xix és un ball definit, un ball cantat i tocat per petits grups de músics que flueix sobre un ritme d'instruments de punteig, de percussió i de fregat. Es diu que tres soldats foren els autors del primer concert de son a la capital (1909), i que Los Permanentes foren un dels primers grups que el van portar a escena. El 1910, José Urfé introdueix un motiu del son oriental en el danzón El bombín de Barreto. La formació musical del son acaba desplaçant la xaranga francesa, i a partir dels anys 20 del segle xx, el Sexteto Habanero, el Septeto Nacional i el Trío Matamoros contribueixen a fer-lo popular.
Al començament dels 30, el son absorbeix la major part dels grups musicals del moment i produeix un bon nombre de variants (bolero-son, guaracha-son, guajira-son, etc.). A partir dels 40, s'imposen alguns dels grups musicals que deriven del septet (Conjunto Casino, Sonora Matancera, etc.), Arsenio Rodríguez comença a treballar amb noves sonoritats precursores del so salsa i Orestes López prepara el camí del mambo.
A partir del triomf revolucionari apareixen nous grups (Los Van Van, Grupo de Experimentación Sonora del ICAIC, etc.), que parteixen de la cèl·lula original del son per enriquir-la amb noves sonoritats. L'estructura primitiva del son oriental serví de fonament a més d'una dotzena de variants, les més conegudes de les quals són: el son urbà, el pregón-son, la guajira-son, la criolla carabalí, la guaracha-son, el guaguancó-son, el afro-son i el bolero-son. Pels balladors, el son original és suau i cadenciós, i les combinacions més típiques són el pas bàsic, el balanceig, el pas lateral, l'obretanca, el pas entrecreuat, el gir, el pas girat, el setanta i el setanta complicat. Durant els anys seixanta sorgeix una nova forma de ballar són, el casino, que permet ballar en grup. El I Festival del Son Ignacio Piñeiro es va celebrar el 29 de maig del 1978.